# クニャージ
クニャージは歴史的な称号の一つである。9-16世紀の君主制の、あるいは19世紀-20世紀の、いずれもスラヴ人の国家において主に使用されたが、非スラヴ人国家においても使用がみられる。君主が冠するあるいは、高位の貴族に与えられる最高位の称号であった。日本語では「公」と訳される。
西欧・南欧のプリンス系称号（例・英語：prince）、デューク系称号（例・英語：duke）、中欧（旧神聖ローマ帝国領）のフュルスト系称号（例・ドイツ語：Fürst）、北欧のコヌング系称号（例・古ノルド語：konungr）と同等視されている。
（留意事項）：本頁の「クニャージ」はロシア語: князь [knʲasʲ]からのカナ転写であり、他の言語に拠れば別の表記となるが、便宜上「クニャージ」で統一している。各言語での表記については#語源と派生語参照。

## 特徴と変遷
元来、クニャージとは軍制民主主義制(ru)の部族の長を指す言葉であり、また、一族の年長者を意味していた。後に、クニャージはルーシ等の初期封建制国家の君主を指すようになった。ノヴゴロド公国のノヴゴロド公やポロツク公国のポロツク公がこの例にあたる。初期のクニャージの役割は、軍事面では、部族の軍勢を組織・指揮した。またキエフ・ルーシ期のクニャージは、戦争の際の勇敢さを示せることが非常に重んじられていた。司法面では裁判所の議長を務め、判決に従って罰金（ヴィーラ）を課す役割を担った。宗教面ではキリスト教導入前の祭祀を執り行った。司祭を意味するチェコ語のKněz、ポーランド語のKsiądzは共にクニャージに由来する言葉である。
クニャージの権力は、初期にはしばしば選挙によって移管されたが、次第に血族内で相続されるようになった、クニャージの座にあった代表的な家系は、ルーシ（ロシア・ウクライナ・ベラルーシ）のリューリク朝、リトアニアのゲディミナス朝・ヤギェウォ朝、ポーランドのピャスト朝、チェコ（ボヘミア）のプシェミスル朝などがある。
また、中世のルーシとリトアニアでは地域の諸公国の中で最も権力を有したクニャージが、ヴェリーキー・クニャージ（大公）の称号を名乗った。たとえばキエフ大公国のキエフ大公、リトアニア大公国のリトアニア大公である。なお、各公国内部の分領公国の君主もクニャージの称号を冠したが、中央集権国家の発展と共に、徐々にこの地の二つの大公国、すなわちモスクワ大公国とリトアニア大公国の元に併合されていった。
一方、クニャージ系から、キング系の称号を冠するようになった家系も登場した。このような王にはクロアチア王（925年 - ）、ポーランド王（1025年 - ）、ボヘミア王（1198年 - ）、セルビア王（1217年 - ）、ルーシ王（1254年 - ）などがある。
近世・近代のロシアでは、18世紀までクニャージの称号は父祖からの相続によってのみ帯びることができたが、18世紀初期より、皇帝が高位の貴族に下賜するようになった。下賜された最初の人物はアレクサンドル・メーンシコフである。本来は独立した国家の君主号であったクニャージが、王よりも下位の公として訳されるのは、この事情によるものである。その後、クニャージの称号は、1917年の政令(ru)によって廃止された。
近世・近代のバルカン半島では、19世紀半ばから20世紀半ばにかけて、元首がクニャージの称号を冠する国家が複数登場した。具体的にはセルビア公国（1817年 - 1882年）、サモス公国(en)（1834年 – 1912年）、モンテネグロ公国（1852年 - 1910年）、ブルガリア公国（1878年 - 1908年）、アルバニア公国（1914年 - 1925年）、ピンドス公国・マケドニア公国（1941年 - 1944年）である。

## 語源と派生語
クニャージ（古代スラヴ語ではkъnęzь）はゲルマン祖語の語根・kuningを語源とする言葉であり、ドイツ語のKönig、英語のking、ロシア語のкороль（korol'）などと同源の言葉であるという説がある。また、いくつかのスラヴ語派の言語においては、他の意味をなす単語が派生している。ブルガリア語のкнез（年長者）、チェコ語、スロバキア語、ポーランド語のknez、ksiąz（司祭）などである。
各言語におけるクニャージの表記は以下の通りである。
- スラヴ語派
  - ロシア語：князь
  - ウクライナ語：князь
  - ベラルーシ語：князь
  - ポーランド語：książę[6]
  - チェコ語：kníže, kněz
  - スロバキア語：kňaz
  - セルビア語：кнез
  - クロアチア語：knez
  - スロベニア語：knez
  - ブルガリア語：княз
- スラヴ語派以外
  - ルーマニア語：cneaz
  - ハンガリー語：kenéz
  - チュバシ語：князь
  - オセット語：князь
  - タタール語：kenäz
  - サーミ語：gonagasまたはkonagas （スカンジナビアの言語経由と推測される）
  - リトアニア語：kunigaikštis（ドイツ語もしくはポーランド語経由と推測される）
  - ラトビア語：kungs（氏・殿などの敬称の意。ドイツ語もしくはポーランド語経由と推測される）